# Comunità ebraica di Saluzzo
Saluzzo fu sede, fino alla seconda guerra mondiale, di una fiorente comunità ebraica, ora sezione della comunità ebraica di Torino.

## La storia
La presenza ebraica è attestata fin dal XV-XVI secolo nelle campagne del Marchesato: a Savigliano, Busca, Venasca, Vigone, Moretta. Con il passaggio di potere ai Savoia nel 1631, gli ebrei a poco a poco si concentrarono a Saluzzo, per essere quindi costretti per legge a risiedervi dal 1724 con la formazione del ghetto. Il cosiddetto ghetto nuovo, istituito nel 1795 in sostituzione di una prima area provvisoria, si trovava nel centro della cittadina, nell'odierna via Deportata ebrei (già via degli Israeliti).
A testimonianza della vitalità della comunità saluzzese rimane la bella sinagoga, ampliata nel 1832 e ancora oggi ricca degli arredi originari del Settecento e Ottocento. Finita l'epoca del ghetto con l'emancipazione nel 1848, la vita della comunità di Saluzzo continuò a fiorire, minacciata solo dalla crescente emigrazione verso i centri urbani più grandi della regione. Il colpo mortale fu inferto però dalle persecuzioni razziali durante la seconda guerra mondiale quando 29 ebrei di Saluzzo (ovvero i due terzi dell'intera comunità) furono deportati e trucidati.
Nel dopoguerra si consuma il declino della comunità con la caduta in disuso dal 1964 della sinagoga, il cui patrimonio librario fu trasferito nel 1983 all'archivio di Torino. Resta a Saluzzo un cimitero ebraico, in via Lagnasco, acquistato nel 1795 e nel quale furono trasportate anche le vecchie lapidi di due precedenti cimiteri.